# Round About Midnight
Round About Midnight of R.A.M. was een wekelijks televisieprogramma van de VPRO gepresenteerd door Pieter Bouwman en George van Houts, en later door Arnon Grunberg. Het verscheen tussen 2002 en 2005.